# Сокоро (Њу Мексико)
Сокоро (енгл. Socorro) град је у америчкој савезној држави Њу Мексико.

## Демографија
По попису из 2010. године број становника је 9.051, што је 174 (2,0%) становника више него 2000. године.
| Група             | 2000.         | 2010.         |
| Белци             | 3.419 (38,5%) | 3.461 (38,2%) |
| Афроамериканци    | 66 (0,7%)     | 139 (1,5%)    |
| Азијати           | 199 (2,2%)    | 187 (2,1%)    |
| Хиспаноамериканци | 4.838 (54,5%) | 4.885 (54,0%) |
| Укупно            | 8.877         | 9.051         |